# Roderick Idrisyn Jones
Roderick Idrisyn Jones, britanski general, * 1895, † 1970.